# Pedro das Neves Correia
Pedro Miguel das Neves Correia (Paços de Ferreira, 22 de Novembro de 1974) é um ex-futebolista português, que jogava habitualmente a guarda-redes.
Pedro fez toda a carreira profissional ao serviço do Futebol Clube Paços de Ferreira, sendo que a última partida em que foi convocado foi a final da Taça de Portugal 2008/2009.Após a sua carreira como jogador profissional, retirou-se do futebol devido a uma série de lesões que afetaram o seu joelho e passou a ser treinador de guarda redes do Paços de Ferreira. Pedro foi convidado por Jorge Costa para se juntar á selecção do Gabão, oferta que nao pode recusar.
Habitualmente treina os guarda redes da selecção nacional do Gabão